# Сивер, Фред Джей
Фред Джей Сивер (англ. Fred Jay Seaver; 1877 — 1970) — американский миколог.

## Биография
Фред Джей Сивер родился 14 марта 1877 года в округе Уэбстер штата Айова в семье Джошуа и Гулемы Стертевант Сивер. Учился в колледже Морнингсайд в городе Су-Сити, получил степень бакалавра наук в 1902 году. Через два года, в 1904, получил степень магистра наук в Университете Айовы. Затем переехал в Нью-Йорк и работал в Колумбийском университете и Нью-Йоркском ботаническом саду при университете. В 1912 году Университет Айовы присвоил Сиверу степень доктора философии за работу Hypocreales of North America. Длительное время Сивер был главным редактором журнала Mycologia.
Сивер скончался 21 декабря 1970 года в городе Уинтер-Парк во Флориде.

## Роды и виды грибов, названные в честь Ф. Дж. Сивера
- Seaverinia Whetzel, 1945
- Boudiera seaveri Sanwal, 1953
- Byssonectria seaveri Pfister, 1994
- Chloroscypha seaveri Rehm ex Seaver, 1931
- Ciborinia seaveri J.W.Groves & Bowerman, 1955
- Lamprospora seaveri Benkert, 1987
- Phaeosaccardinula seaveriana Toro, 1925
- Puccinia seaveriana Arthur, 1922
- Sclerotinia seaveri Rehm, 1906 [syn.  Monilinia seaveri (Rehm) Honey, 1936]